# ويليام ماكدونالد (كاتب)
ويليام ماكدونالد (بالإنجليزية: William MacDonald)‏ هو كاتب أمريكي، ولد في 7 يناير 1917 في ليومنستر في الولايات المتحدة، وتوفي في 25 ديسمبر 2007.